# Paviguibtenga
Paviguibtenga, parfois appelé Paniguibtenga, est une localité située dans le département de Boulsa de la province du Namentenga dans la région Centre-Nord au Burkina Faso. 

## Géographie
Constitué de divers centres d'habitation dispersés, le village de Paviguibtenga est situé à environ 12 km au sud-ouest de Boulsa, le chef-lieu du département et de la province. La commune est traversée par la route régionale 1 qui relie Boulsa à Zorgho.

## Économie
L'économie du village repose sur l'agro-pastoralisme.

## Éducation et santé
Le centre de soins le plus proche de Paviguibtenga est le centre de médical avec antenne chirurgicale (CMA) de la province à Boulsa.
Paviguibtenga possède une école primaire publique.